# Menhir de Mein Er Mere
Le menhir de Mein Er Mere est un menhir couché de Locmariaquer, en France.

## Description
Le menhir de Mein Er Mere est situé sur l'estran, immédiatement au nord du port de Locmariaquer : il n'est visible qu'à marée basse. À marée haute, la mer le recouvre intégralement.
Il s'agit d'un bloc de granite couché sur la vase, long de 8 m, recouvert de goémon.

## Historique
Le monument date du Néolithique. On ignore la raison de son emplacement actuel, s'il a été intentionnellement placé à cet endroit ou s'il s'agit d'un bloc en cours de transport qui a été abandonné,. Comme en témoignent de nombreux sites du golfe du Morbihan (comme le site d'Er Lannic), la région a connu une remontée des eaux depuis le Néolithique et il est possible que le menhir, installé sur la terre ferme, se soit retrouvé par la suite sur l'estran.
Le menhir fait l'object d'une inscription au titre des Monuments historiques par arrêté du 24 juillet 2023.